# Jeanne d'Arc (R97)
El 'Jeanne d'Arc' (en español Juana de Arco) es un crucero portahelicópteros francés. Fue construido en el Arsenal de Brest entre 1959 y 1961 y botado con el nombre provisional de La Résolute para, posteriormente, el 16 de julio de 1964, recibir el definitivo nombre de Jeanne d'Arc. El navío fue retirado del servicio activo en mayo de 2010 y dado de baja el 1 de septiembre del mismo año.

## Misiones

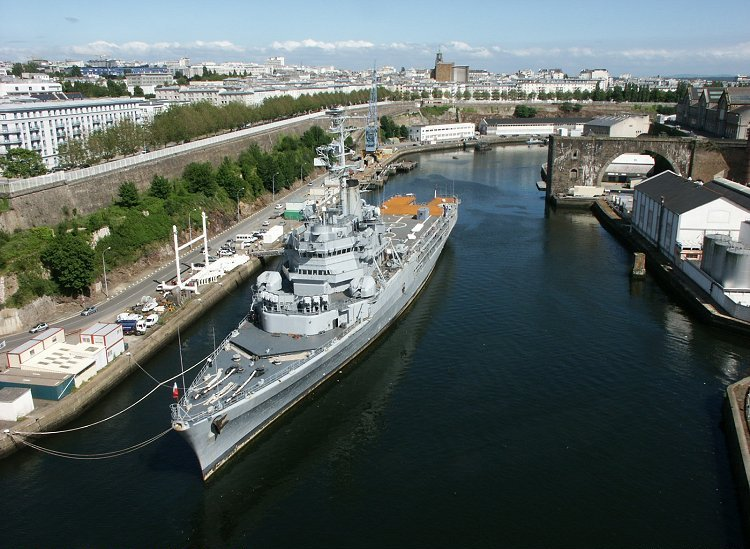
Jeanne d'Arc.

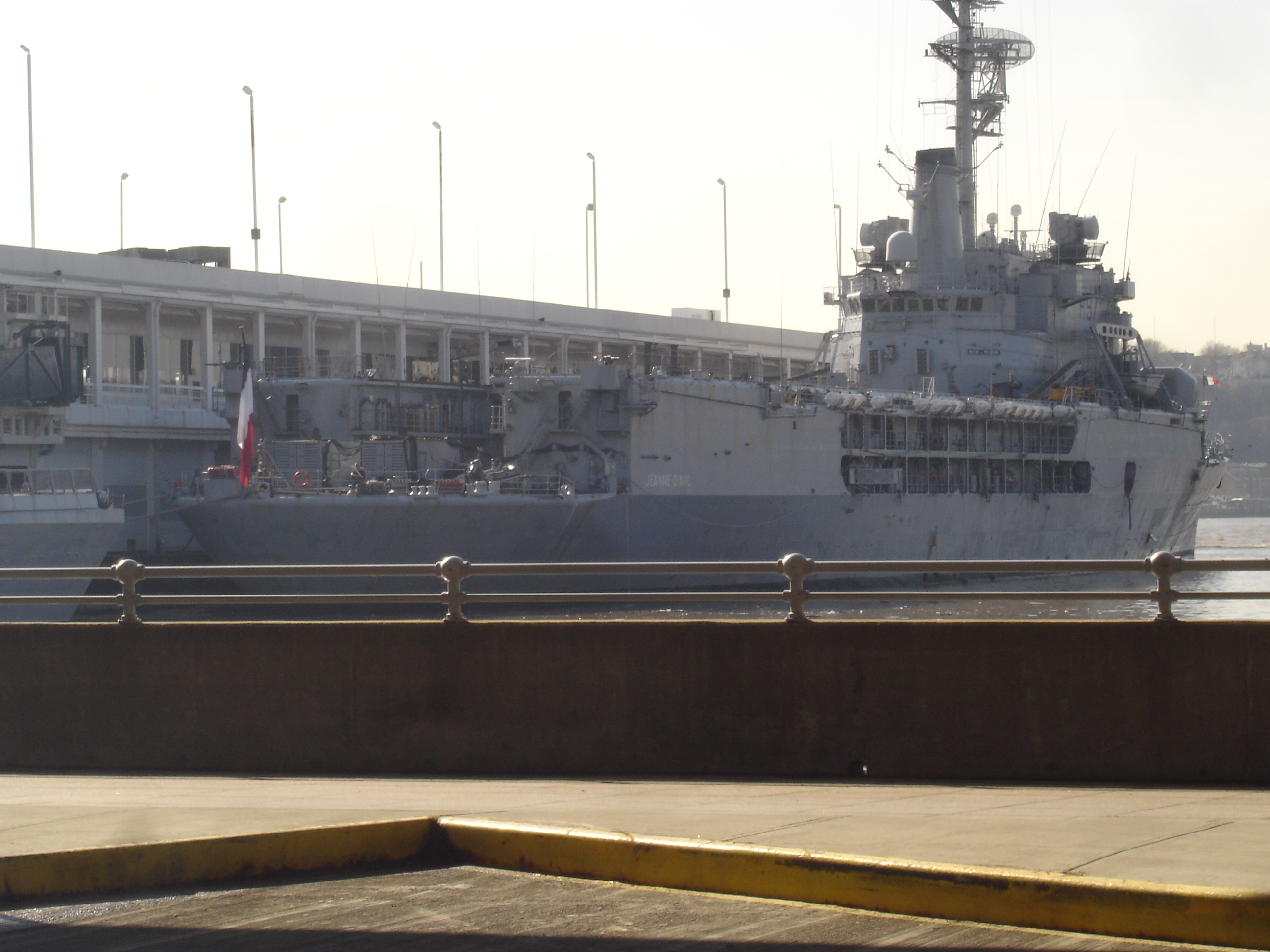
El Jeanne D´Arc en el puerto de Nueva York.

Las misiones a desempeñar por el Jeanne d'Arc fueron:
- En tiempo de paz, para servir como buque escuela para la École d'application des officiers de Marine (EAOM), contando con un grupo aéreo de dos helicópteros Puma y dos helicópteros Gazelle de la Aviation Légère de l'Armée de Terre (ALAT), y de dos helicópteros Alouette III del Escuadrón 22S de la Aviación naval.
- En tiempos de guerra, para realizar misiones de combate, ya sea en lucha antisubmarina embarcando ocho helicópteros WG 13 Westland Lynx, o en el marco de una misión de acción exterior utilizando helicópteros Aérospatiale Puma o Gazelle de la Aviation Légère de l'Armée de Terre (ALAT), y transportando tropas de desembarco.

## Características
El Jeann de'Arc contaba con capacidad de transporte para una decena de helicópteros pesados y ligeros. Podía operar (en despegue y aterrizaje) tres helicópteros simultáneamente. 